# Pie rouge de Carhaix
La pie rouge de Carhaix est une race bovine française disparue au XXe siècle. Elle était aussi appelée bretonne pie rouge.

## Origine
Elle appartient au rameau celtique, prépondérant en Bretagne jusqu'au XIXe siècle. Avant la reconnaissance des races et la fixation des caractères morphologiques, les populations hétérogènes présentaient des variantes. Ainsi, les spécialistes ne savent si cette race était une version pie rouge de la race bretonne pie noir, une variante pie de la froment du Léon ou un continuum entre ces races. Son aire de répartition était dans le nord du Finistère et les montagnes du centre de la Bretagne. (Monts d'Arrée, Montagnes Noires)
À partir des années 1830, des taureaux de race anglaise durham, ancien nom de la longhorn sont importés en France. En Bretagne, l'usage de ces mâles fait chuter les effectifs des races pie rouge et froment du Léon, le métissage stabilisé de ces races permettant l'émergence de la race armoricaine. La pie rouge perd son homogénéité et le nombre d'animaux recensés passe d'environ 500 000 en 1900 à moins de 10 000 avant la Seconde Guerre mondiale. Sa disparition est actée durant les trente glorieuses, aidée par la politique d'Edmond Quittet, interdisant l'usage des taureaux de races à faible effectif pour favoriser les grandes races productives.

## Morphologie
C'est une race de plus grande taille que la bretonne pie noir. 
Elle porte une robe pie rouge, mais probablement plus rouge que pie au début du XXe siècle. Ses muqueuses sont rosées et ses cornes en lyre relevée sont fines. Philippe J. Dubois lui trouve quelque ressemblance avec la race britannique ayrshire.

## Aptitudes
C'était une race laitière comme toutes les races françaises du rameau celtique et son ton butyreux en faisait une bonne beurrière. Les bœufs étaient utilisés pour les travaux agricoles.